# 杜鲁诺佐约起义
杜鲁诺佐约起义也作杜鲁诺佐约战争、杜鲁诺·佐约抗荷战争、特鲁纳贾亚叛乱，是十六世纪七十年代，马都拉王子杜鲁诺佐约（也作特鲁纳贾亚）和望加锡的战士在今印度尼西亚爪哇发动了一场反对马打蓝苏丹国及其荷兰东印度公司支持者的起义。
起义最初取得一定的成功；起义军占领了格戈多格（1676年）、爪哇北海岸的大部分（1677年）和马打蓝的都城（1677年）。在马打蓝王室撤退期间，苏丹阿莽古拉特一世（阿孟古拉一世）去世。他的儿子和继任者阿莽古拉特二世（阿孟古拉二世）以现金支付和地区贸易特许权为代价请求荷兰东印度公司（VOC）提供援助。荷兰东印度公司的加入改变了战争的走向。杜鲁诺佐约被荷兰东印度公司和马打蓝的联军赶出了泗水（1677年），荷兰东印度公司也帮助阿莽古拉特二世收复了失去的领土，并于1678年攻占了杜鲁诺佐约的新首都谏义里。然而，起义一直持续到1679年底杜鲁诺佐约被俘，其他叛军领导人被推翻、杀害或投降（1679-1680）。1680年，阿莽古拉特二世亲自处决了当时还是荷兰东印度公司囚犯的杜鲁诺佐约。
1677年其父亲去世后，阿莽古拉特二世也面临着其他王位竞争者。其中最重要的对手是其兄弟邦格兰·甫格尔，其于1677年夺取了首都普莱列德，直到1681年才投降。

## 背景

爪哇地图，描绘在1646年阿莽古拉特一世登基之前马打蓝苏丹国的扩张。

阿莽古拉特一世于1646年从苏丹阿贡手上继承了王位，苏丹阿贡将马打蓝苏丹国的领土扩大到包括中爪哇和东爪哇的大部分地区，以及苏门答腊南部和婆罗洲的一些海外附庸。阿莽古拉特一世统治的最初几年以处决和屠杀政敌为特色。作为对其兄弟阿利特亲王未遂政变的回应，他下令屠杀了他认为是阿利特同谋的烏理瑪。阿利特本人也在那场失败的政变中被杀。1656年阿莽古拉特一世又怀疑其岳父，被征服的泗水领主的儿子，在征服泗水后遗址住在马打蓝宫廷内的佩基克王子正在领导一场反对他的阴谋。他下令杀死佩基克及其亲属。这场对东爪哇最重要的王室的大屠杀在阿莽古拉特和他的东爪哇臣民之间造成了裂痕，并导致了与他的儿子王储（后来的阿莽古拉特二世）的冲突，后者也是佩基克的孙子。在接下来的几年里，阿莽古拉特又对失去其信任的贵族成员进行了多次杀戮。
拉登杜鲁诺佐约（也作特鲁纳贾亚）是马都拉王室后裔，1624年在马都拉被吞并后被迫住在马打蓝的宫廷中。其父亲在1656年被阿莽古拉特一世处死后，杜鲁诺佐约离开了马打蓝的宫廷搬去了卡佐兰（Kajoran），并迎娶了当地统治者拉登·卡佐兰的女儿。卡佐兰家族是一个古老的神职人员家族，与马打蓝王室有姻亲关系。拉登·卡佐兰对阿莽古拉特一世的残暴统治感到震惊，包括在法庭上处决贵族。1670年拉登·卡佐兰将其女婿介绍给了王储邦格兰·甫格尔，后者应丑闻而被阿莽古拉特一世放逐，两人基于对阿莽古拉特一世的共同厌恶而建立了友谊。1671年，杜鲁诺佐约回到马都拉岛，在那里他利用王储的支持击败了当地总督，成为马都拉的主人。

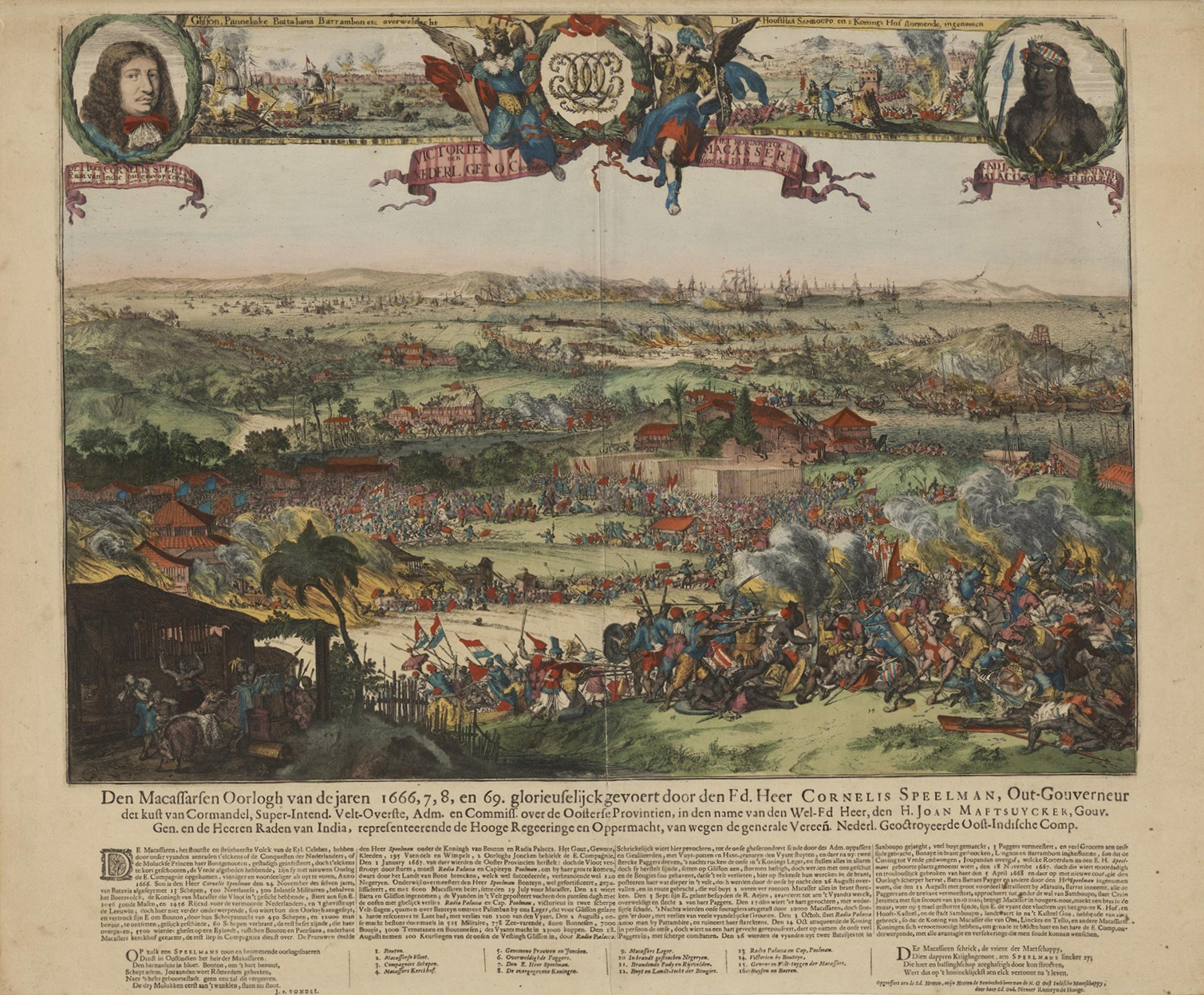
1669年，荷兰东印度公司占领了望加锡，导致望加锡战士移民到爪哇，其中许多人后来加入了起义军。

望加锡是爪哇岛东部的主要贸易中心。1669年荷兰东印度公司在望加锡战争中战胜戈瓦苏丹国后，望加锡士兵逃离望加锡，前往其他地方寻找财富。起初，他们定居在萬丹蘇丹國的领土上，但在1674年，他们被驱逐，转而从事海盗活动，袭击了爪哇和努沙登加拉的沿海城镇。马打蓝王储邦格兰·甫格尔后来允许他们在爪哇岛东部突出部的一个村庄德蒙（Demung）定居。1675年，一支由望加锡战士和海盗组成的附属队伍在克拉恩·卡列宋的率领下抵达德蒙。这些望加锡的巡游战士后来作为杜鲁诺佐约的盟友加入了起义。

## 涉及的军队

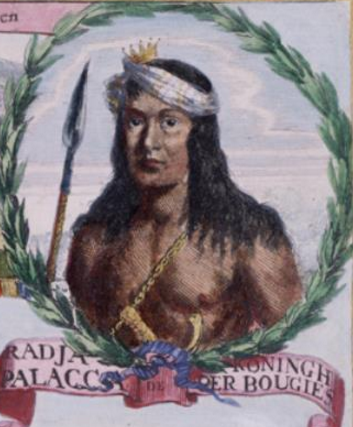
布吉人的军队在王子阿隆·帕拉卡（图）的领导下与荷兰东印度公司结盟参与镇压起义军。

由于缺乏常备军，马打蓝的大部分部队都来自国王的附庸组建的部队，他们也提供武器和补给。大多数人是被当地领主征召入伍的农民。此外，军队还包括从宫廷卫队中抽调的少数职业士兵。军队使用加农炮、包括燧石枪和卡宾枪在内的小型火器，拥有骑兵和防御工事。历史学家M·C·里克莱夫斯认为，欧洲军事技术向爪哇人的转让“几乎是立竿见影的”，爪哇人最迟在1620年制造火药和火器。欧洲人被雇来训练爪哇军队的武器操作、军事领导技能和建造技术，但尽管进行了这些训练，爪哇军队中被征召的农民往往缺乏纪律，经常在战斗中逃跑。1676年9月，马打蓝的部队人数比起义军在格戈多格的9000人“多得多”，1677年6月首都沦陷后，这支部队只剩下“一小部分随从”，1678年末向杜鲁诺佐约的首都谏义里进军时，这支部队增加到13000多人。
荷兰东印度公司有自己的职业士兵。每个东印度公司的士兵都有一把剑、小型武器、子弹、携带的袋子和皮带、烟雾弹和手榴弹。东印度公司的大多数常备军是印尼人，还有少数欧洲士兵和海军陆战队士兵，他们都由欧洲军官指挥。虽然从技术意义上讲，荷兰东印度公司的部队并不优于本土部队，但他们通常比印尼本土军队有更好的训练、纪律和装备。东印度公司部队在后勤方面也有所不同：其部队步调一致地行进，随后是一队运送物资的大篷车。这使他们比爪哇军队有优势，因为爪哇军队经常以土地为生，经常面临供应短缺。1676年，荷兰东印度公司的兵力为1500人，但后来在阿隆·帕拉卡的领导下，盟友布吉人增加了兵力。第一支由1500名布吉人组成的特遣队于1678年末抵达爪哇，到1679年爪哇已有6000名布吉士兵。
与其交战方类似，杜鲁诺佐约及其盟友的军队也使用了大炮、骑兵和防御工事。1677年5月，当荷兰东印度公司从杜鲁诺佐约手中夺取泗水时，杜鲁诺佐约带着他的20门青铜大炮撤离，但留下了69门铁炮和34门青铜炮。杜鲁诺佐约的部队包括爪哇人、马都拉人和望加锡人。1676年，当起义军攻入爪哇岛时，他们有9000人，其中包括杜鲁诺佐约的追随者和望加锡战士。后来，其他爪哇和马都拉贵族也加入了起义队伍。值得注意的是，爪哇最著名的伊斯兰精神领袖之一吉里大师于1676年初也加入了队伍。1676年9月，杜鲁诺佐约在格戈多格获胜后，其岳父、强大的卡佐兰家族的首领拉登·卡佐兰加入，而杜鲁诺佐约的叔叔三邦王子（后来的卡克拉宁拉特二世）在1677年6月马打蓝首都陷落后也加入了进来。

## 战争

### 开始与起义初期的胜利
起义队伍始于驻扎在德蒙的望加锡海盗对爪哇北部海岸的贸易城镇的一系列袭击。第一次突袭发生在1674年的锦石，但被击退。1675年，杜鲁诺佐约与望加锡人的领袖克拉恩·卡列宋签订了一项条约和婚姻联盟，并计划进行进一步的突袭。同年，望加锡-马都拉的起义者占领并烧毁了爪哇东北部的主要城市，从帕贾拉坎到泗水和锦石。鉴于效忠的部队在对抗起义军方面的失败，阿莽古拉特一世在北部海岸的首府哲帕拉任命了一名军事长官，并加强了该镇的防御。向德蒙进军的马打蓝部队被击败，马打蓝和荷兰东印度公司的船只在起义者控制的海岸上的联合行动并不总是成功的。克拉恩·卡列宋搬至其盟友杜鲁诺佐约的领地马都拉。1676年，杜鲁诺佐约自封为马都拉的巴内姆帕汗（君主），并获得了锦石附近的伊斯兰教精神领袖吉里大师的支持。后来荷兰东印度公司的舰队的袭击摧毁了起义部队在德蒙的基地，但他们没有对马都拉的杜鲁诺佐约采取行动。
1676年9月，一支由克拉恩·卡列宋率领的9000人的起义军从马都拉渡海到爪哇，后来占领了爪哇东部的主要城市泗水。马打蓝派遣了一支由王储（后来的阿莽古拉特二世）指挥的大型部队来迎接起义军。1676年，图班东部的格戈多格发生了一场战斗，导致规模更大的马打蓝部队彻底失败。效忠于马打蓝的军队被击溃，国王的叔叔布尔巴雅亲王被杀，王储逃回了马打蓝。这次失败归咎于王储在进攻叛军之前的长期动摇。此外，有传言称他与敌人勾结，其中包括他的前门生杜鲁诺佐约。在格戈多格获胜后的几个月里，起义军迅速占领了爪哇北部的贸易城镇，从泗水向西到井里汶，包括古突士和淡目。这些城镇很容易沦陷，部分原因是大约50年前，由于苏丹阿贡的征服，他们的防御工事被摧毁了。由于新任军事省长和及时增援该镇的荷兰东印度公司部队的共同努力，只有哲帕拉成功抵抗了进攻。当杜鲁诺佐约实力雄厚的岳父拉登·卡佐兰加入起义时，起义军已蔓延到了内陆。拉登·卡佐兰和杜鲁诺佐约的部队向马打蓝首都进军，但被效忠马打蓝的部队击退。

### 荷兰东印度公司的介入与马打蓝首都陷落

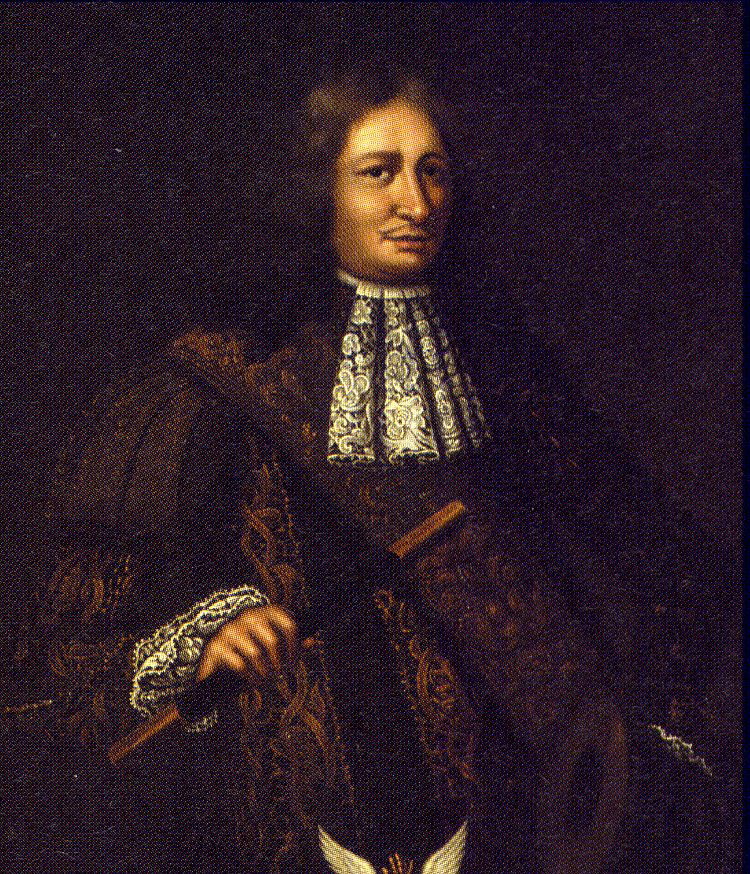
科内利斯·斯皮尔曼，1677年领导荷兰东印度公司的军队参与了战争，后来成为东印度公司总督。

作为答应马打蓝请求援助的回应，荷兰东印度公司派遣了一支由海军上将科内利斯·斯皮尔曼指挥的包含印尼和欧洲部队的大型舰队。1677年4月，舰队驶向杜鲁诺佐约驻扎的泗水。谈判失败后，斯皮尔曼的部队猛攻泗水，并在激战后占领了泗水。军队开始从泗水周围地区清除起义军。荷兰东印度公司部队还占领了杜鲁诺佐约的家乡马德拉岛，并将他的住所夷为废墟。杜鲁诺佐约撤离泗水，在谏义里建立了自己的首都。
尽管在泗水被击败，但起义军在中爪哇和东爪哇内陆的战役取得了更大的成功。1677年6月，起义活动以马打蓝首都普莱列德的沦陷而达到高潮。国王阿莽古拉特一世生病了，王室王子之间的不信任阻碍了有组织的抵抗。国王带着王储和他的随从向西逃去，让起义军进入首都，在几乎没有战斗的情况下掠夺了首都。起义军随后撤退到谏义里，带走了皇家金库。

### 阿莽古拉特二世继位和与荷兰东印度公司结盟

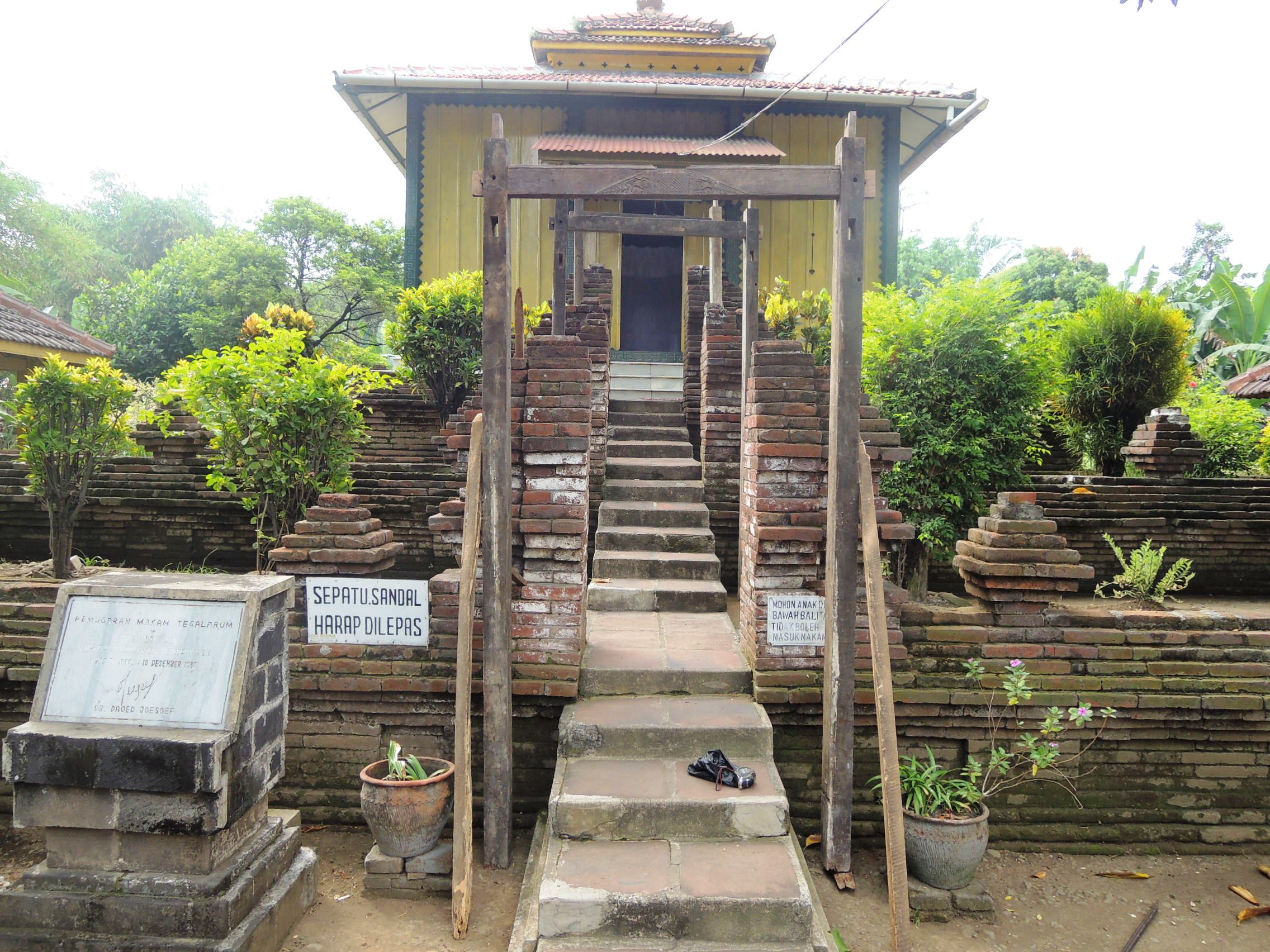
阿莽古拉特一世位于中爪哇省直葛县的陵墓。

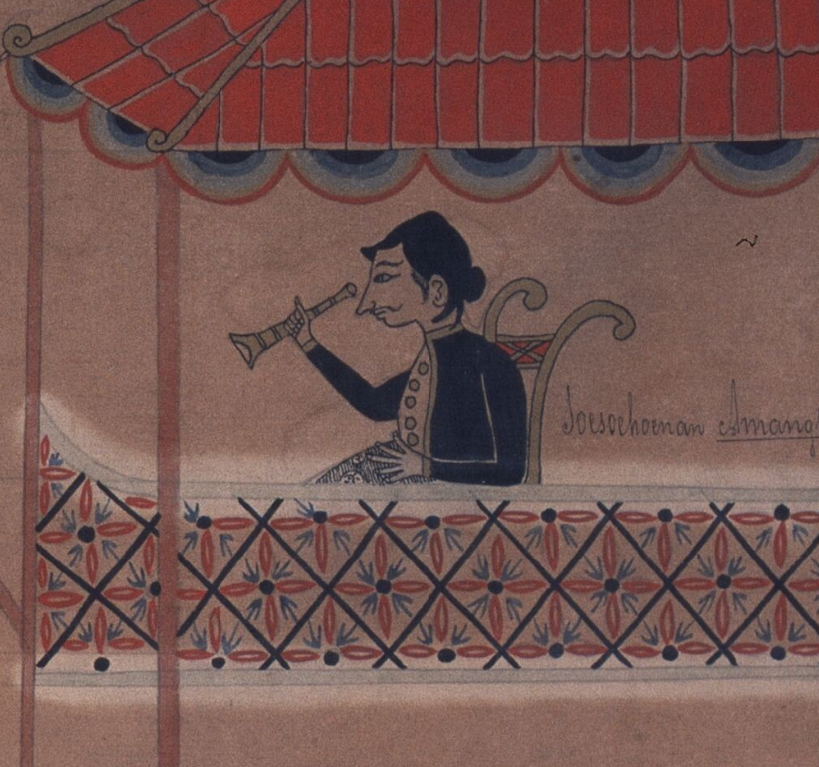
爪哇传统绘画中的阿莽古拉特二世，1677年起成为马打蓝国王。

1677年7月，阿莽古拉特一世在撤退期间于直葛去世。王储继承了他的父亲，获得了阿莽古拉特二世的头衔，并被直葛（他祖母的家乡）的爪哇士绅和荷兰东印度公司所承认。然而，他未能在附近的井里汶维护自己的权威，井里汶的统治者决定在万丹苏丹国的支持下宣布从马打蓝独立。此外，他的弟弟邦格兰·甫格尔（后来的帕库布瓦纳一世）占领了当时被毁的首都，拒绝阿莽古拉特二世的支持者进入，并以印加拉加·马打蓝的头衔宣布自己为国王。
由于没有军队或资金，也无法维护自己的权威，阿莽古拉特二世决定与荷兰东印度公司结盟。此时，海军上将斯皮尔曼正在哲帕拉，在听说首都沦陷后，从泗水驶向哲帕拉。他的部队收复了爪哇中部的重要沿海城镇，包括三宝垄、淡目、古突士和巴蒂。1677年9月，阿莽古拉特二世乘坐荷兰东印度公司的船撤到了哲帕拉。阿莽古拉特二世国王不得不同意荷兰东印度公司要求的全面让步，以换取其帮助恢复他的统治。他向荷兰东印度公司承诺付出爪哇北部海岸所有港口城镇的收入。巴拉香甘高地和三宝垄将被割让给荷兰东印度公司。阿莽古拉特二世还同意承认荷兰东印度公司法院对居住在其领地内的所有非爪哇人的管辖权。荷兰历史学家H·J·德赫拉夫评论说，通过这样做，荷兰东印度公司作为一家公司，参与了一场“危险的投机”，他们预计未来当他们的合伙人重新获得对马打蓝的统治时，这种投机会得到回报。
荷兰东印度公司–马打蓝联军部队在打击起义军方面进展缓慢。到1678年初，他们的控制权仅限于爪哇中北部海岸的几个城镇。1678年，斯皮尔曼替代升任总督的赖克洛夫·范戈恩斯成为荷兰东印度公司的经理（斯皮尔曼于1681年成为总督）。他在哲帕拉的指挥权移交给了1678年6月抵达的安东尼奥·赫特。

### 马打蓝的胜利和杜鲁诺佐约之死

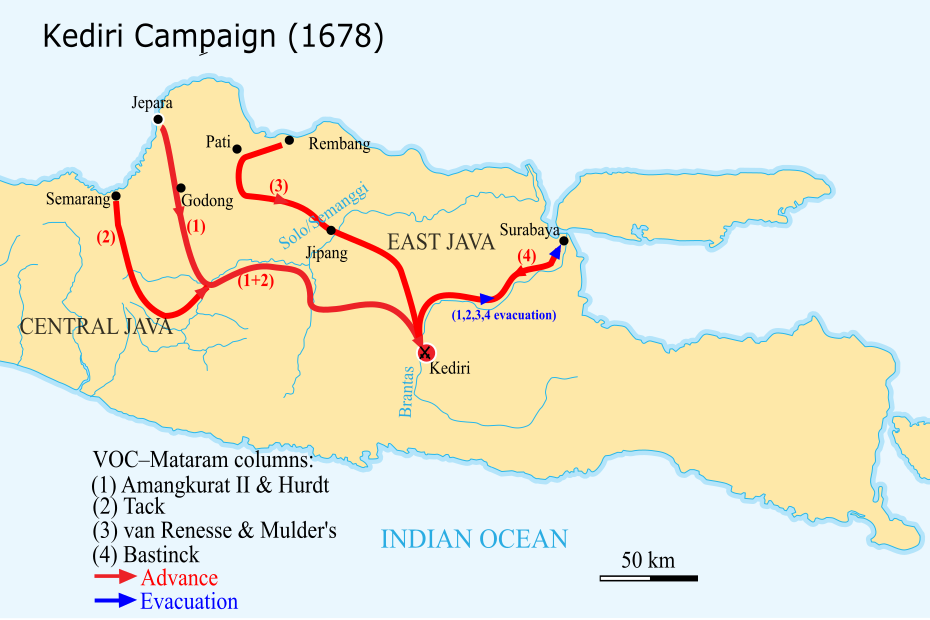
马打蓝–荷兰东印度公司进攻杜鲁诺佐约的首都谏义里。

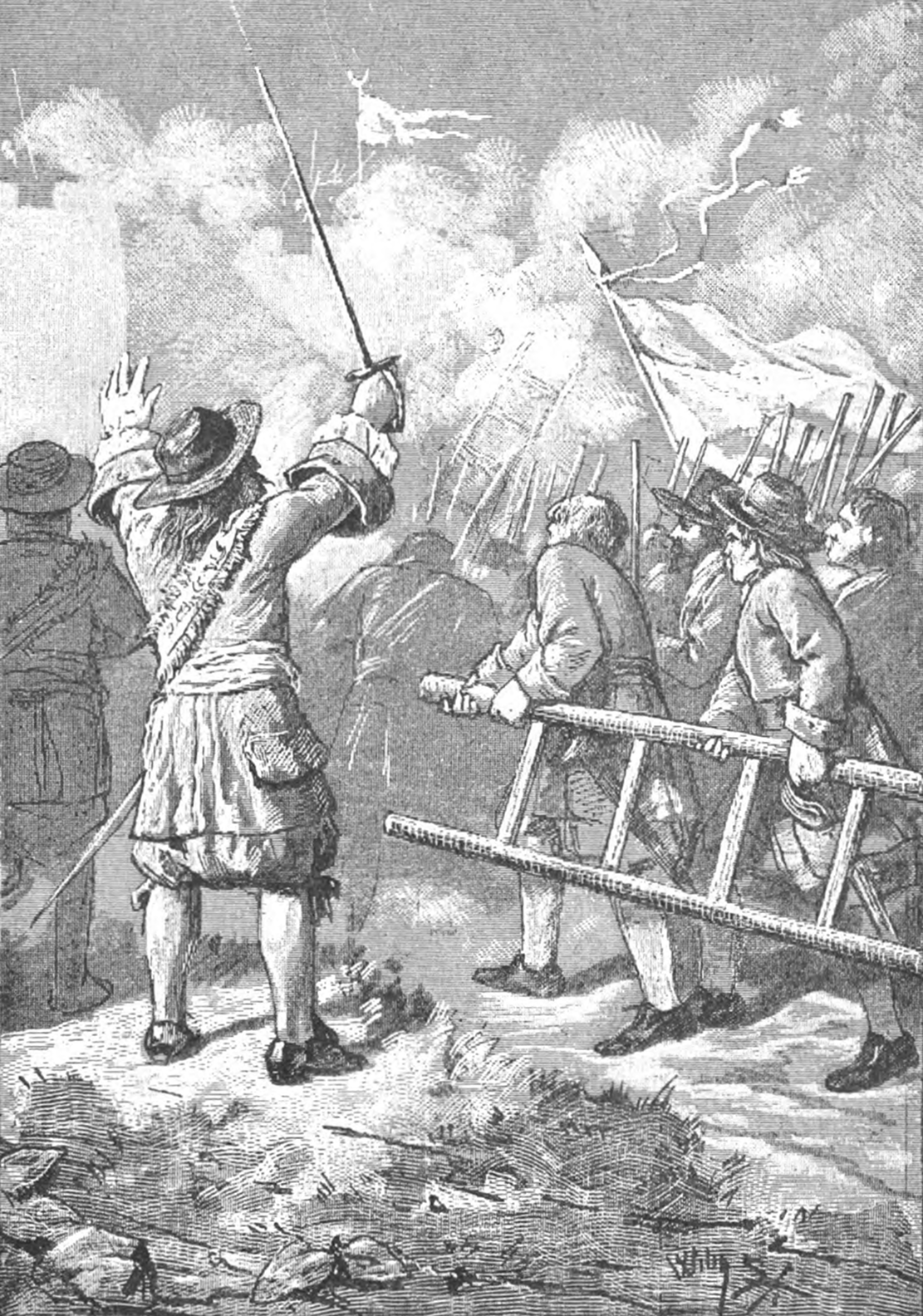
在一本1890年荷兰儿童故事书中描绘的东印度公司进攻杜鲁诺佐约首都谏义里的图画。

1678年9月，荷兰东印度公司和马打蓝的部队向内陆进军，进攻谏义里。根据阿莽古拉特二世的提议，部队被分成三条平行的、不太直接的路线，以覆盖更多的地点和争取骑墙派的支持。阿莽古拉特二世的计划奏效了，随着战役的进行，大量当地的领主们渴望获得战利品加入了马打蓝的军队。谏义里于11月25日被弗朗索瓦·塔克上尉夺取。获胜的部队前往东爪哇最大的城市泗水，阿莽古拉特二世在那里建立了他的宫廷。在其他地方，起义军也被击败。1679年9月，由辛杜·拉贾和扬·阿尔贝特·斯洛特率领的的荷兰东印度公司、爪哇人和布吉人联合部队在帕章附近的曼邦（Mlambang）的一场战斗中击败了拉登·卡佐兰。卡佐兰投降了，但在斯洛特的命令下被处决。11月，荷兰东印度公司和阿隆·帕拉卡领导下的布吉人盟军驱逐了望加锡叛军在东爪哇克珀（Keper）的据点。1680年4月，在荷兰东印度公司认为这是战争中最激烈的一场战斗之后，参与起义的的吉里大师被击败，他的大部分家人被处决。随着荷兰东印度公司和阿莽古拉特二世赢得更多胜利，越来越多的爪哇人宣布效忠马打蓝国王。
杜鲁诺佐约在谏义里陷落后，设法逃到了爪哇东部的山区。荷兰东印度公司和阿莽古拉特二世的部队追捕杜鲁诺佐约，杜鲁诺佐约被孤立并被剥夺了补给，最终于1679年12月26日向荷兰东印度公司投降。起初，他被视为荷兰东印度公司指挥官的俘虏，受到了尊重。然而，1680年1月2日在东爪哇省帕亚克（Payak）的皇家官邸的一次访问仪式上，他被阿莽古拉特二世亲自刺伤，国王的朝臣将他杀害。阿莽古拉特二世为杀害一名荷兰东印度公司囚犯的行为辩解称杜鲁诺佐约试图杀害他。荷兰东印度公司并不相信这一解释，但他们选择不对国王追究责任。关于杜鲁诺佐约之死的浪漫描述出现在18世纪的中爪哇传统文学记录中。

### 甫格尔王子叛乱结束
除了杜鲁诺佐约的起义部队外，阿莽古拉特二世继续面临他的兄弟邦格兰·甫格尔的反叛，后者占领了旧首都普莱列德，并于1677年为自己夺取了王位。.在杜鲁诺佐约被击败之前，阿莽古拉特二世的部队没有对他采取行动。杜鲁诺佐约被击败后，阿莽古拉特二世仍然无法说服他的兄弟屈服。1680年9月，阿莽古拉特二世在卡塔苏拉建立了一个新的首都。11月，阿莽古拉特二世和荷兰东印度公司部队将甫格尔从普莱列德赶走。然而，甫格尔很快重建了他的部队，在1681年8月再次占领了普莱列德，并差点占领了卡塔苏拉。1681年11月，荷兰东印度公司和马打蓝的部队再次击败了甫格尔，这一次他投降了，并被他的兄弟赦免。

## 后果

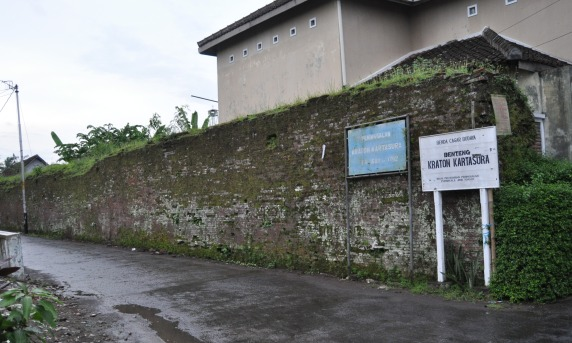
马打蓝新首都卡塔苏拉的遗迹。阿莽古拉特二世建造了卡塔苏拉，并在起义结束后将首都迁至这里。

阿莽古拉特二世击败了起义军，确保了他的统治地位。由于起义军的占领和随后对首都普莱列德的破坏，他在帕章地区建立了一个新的首都卡塔苏拉，并将他的宫廷搬到了那里。在首都皇家官邸旁边建造了一座荷兰东印度公司的堡垒，以抵御入侵。至于荷兰东印度公司，它的参与使走投无路、几乎被击败的阿莽古拉特二世得以继续在位。这开创了荷兰东印度公司支持爪哇国王或索赔人以换取特许权的先例。然而，1680年，这项政策要求在中爪哇和东爪哇维持军事存在需要高水平的支出，这导致了荷兰东印度公司的财政下降。阿莽古拉特二世承诺的付款没有兑现，到1682年，国王对荷兰东印度公司的债务超过了150万雷亚尔，大约是皇家国库的五倍。三宝垄的割让因争议而推迟，合同中的其他规定基本上被当地爪哇官员忽视。此外，马打蓝宫廷中发展发展出一支反荷兰东印度公司的派系，该派系的一名成员内兰库苏马（Nerangkusuma）于1682年至1686年成为首席大臣。1684年，随着马打蓝对荷兰东印度公司的敌人翁东·苏拉巴迪的庇护，以及1686年荷兰东印度公司上尉弗朗索瓦·塔克在马打蓝宫廷去世，马打蓝和荷兰东印度公司之间的糟糕关系仍在继续。
在起义期间试图夺取王位的国王的兄弟甫格尔虽然被赦免。但是在1703年阿莽古拉特二世去世，其子阿莽古拉特三世即位后，甫格尔再次称王。这次甫格尔得到荷兰东印度公司的支持，荷兰东印度公司－甫格尔联盟赢得了随后的第一次爪哇王位继承战争（1704–1708）。甫格尔以帕库布瓦纳一世的头衔登上王位，阿莽古拉特三世则被流放到锡兰。

### 脚注
1. 1 2 3 4  Andaya 1981，第214–215頁.
2. 1 2  Ricklefs 1993，第50頁.
3. ↑  Ricklefs 1993，第35頁.
4. 1 2  Ricklefs 1993，第51頁.
5. 1 2  Andaya 1981，第218頁.
6. 1 2  Andaya 1981，第221頁.
7. 1 2 3 4 5 6 7  Ricklefs 2008，第94頁.
8. ↑  世界历史名词审定委员会 (编). . 北京: 商务印书馆. 2013. ISBN 978-7-100-09358-3.
9. ↑  张殿吉 (编). . 石家庄: 河北教育出版社. 1989. ISBN 9787543402430.
10. ↑  陈显泗 (编).  第1版. 长沙: 湖南出版社. 1992年12月: 第513页. ISBN 7-5438-0435-2.
11. ↑  Pigeaud 1976，第56–57頁.
12. 1 2  Pigeaud 1976，第55頁.
13. ↑  Pigeaud 1976，第66頁.
14. 1 2 3  Pigeaud 1976，第67頁.
15. 1 2 3  Ricklefs 2008，第90頁.
16. 1 2  Pigeaud 1976，第68頁.
17. 1 2  Houben & Kolff 1988，第183頁.
18. 1 2 3 4 5  Taylor 2012，第49頁.
19. 1 2 3 4  Houben & Kolff 1988，第184頁.
20. ↑  Houben & Kolff 1988，第183–184頁.
21. ↑  Taylor 2012，第49–50頁.
22. ↑  Pigeaud 1976，第74頁.
23. 1 2  Pigeaud 1976，第79頁.
24. 1 2 3  Ricklefs 2008，第92頁.
25. ↑  Ricklefs 1993，第39頁.
26. ↑  Ricklefs 1993，第40頁.
27. 1 2 3  Pigeaud 1976，第71頁.
28. ↑  Ricklefs 1993，第41頁.
29. ↑  Pigeaud 1976，第69頁.
30. ↑  Pigeaud 1976，第69–70頁.
31. 1 2 3 4  Pigeaud 1976，第70頁.
32. ↑  Andaya 1981，第215頁.
33. 1 2  Pigeaud 1976，第72頁.
34. 1 2 3  Pigeaud 1976，第73頁.
35. 1 2 3 4 5  Ricklefs 2008，第93頁.
36. 1 2 3  Pigeaud 1976，第76頁.
37. ↑  Pigeaud 1976，第76–77頁.
38. 1 2 3 4  Pigeaud 1976，第77頁.
39. ↑  Pigeaud 1976，第80頁.
40. 1 2  Pigeaud 1976，第89頁.
41. 1 2  Pigeaud 1976，第82頁.
42. 1 2 3  Pigeaud 1976，第83頁.
43. ↑  Ricklefs 1993，第57頁.
44. ↑  Pigeaud 1976，第84頁.
45. ↑  Pigeaud 1976，第83–84頁.
46. 1 2 3  Pigeaud 1976，第94頁.
47. ↑  Ricklefs 2008，第95頁.
48. ↑  Ricklefs 2008，第99頁.
49. 1 2  Pigeaud 1976，第95頁.
50. ↑  Ricklefs 2008，第100頁.
51. 1 2  Ricklefs 2008，第101頁.